# Rhinacanthus
Genre
Thinacanthus Nees est un genre de plante à fleurs de la famille des Acanthaceae. Les espèces sont originaires des régions tropicales d'Afrique et d'Asie.

## Liste des espèces et sous-espèces
Selon Catalogue of Life (11 janvier 2018) :

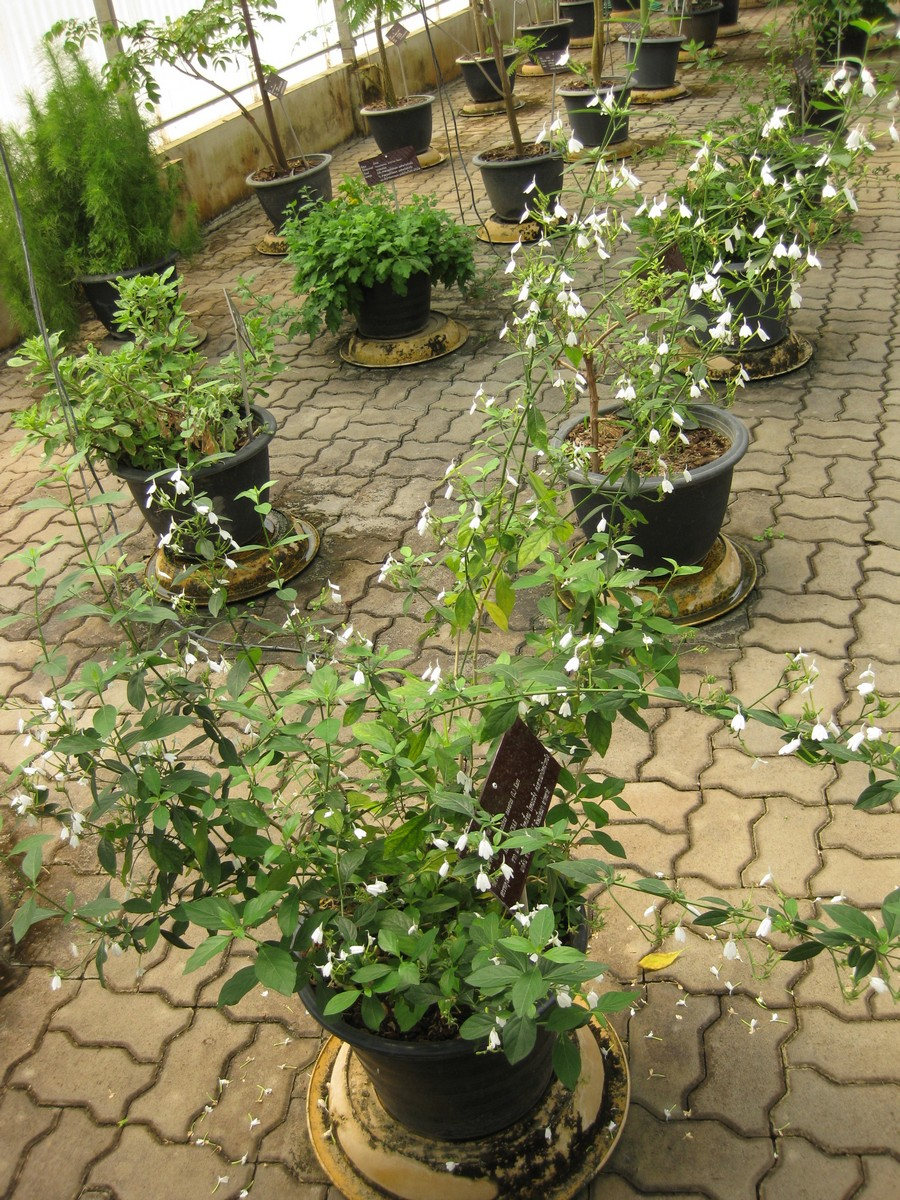
Rhinacanthus nasutus en fleurs cultivé en pot, au Jardin botanique de la reine Sirikit, en Thaïlande.

- Rhinacanthus angulicaulis I.Darbysh.
- Rhinacanthus beesianus Diels
- Rhinacanthus breviflorus Benoist
- Rhinacanthus calcaratus (Wall.) Nees
- Rhinacanthus dichotomus (Lindau) I.Darbysh.
- Rhinacanthus flavovirens Amaras. & Wijes.
- Rhinacanthus gracilis Klotzsch
- Rhinacanthus grandiflorus Dunn
- Rhinacanthus humilis Benoist
- Rhinacanthus kaokoensis K. Balkwill & S. Williamson
- Rhinacanthus latilabiatus (K.Balkwill) I.Darbysh.
- Rhinacanthus minimus S. Moore
- Rhinacanthus mucronatus Ensermu
- Rhinacanthus nasutus (L.) Kuntze
- Rhinacanthus ndorensis Schweinf. ex Engl.
- Rhinacanthus obtusifolius (Heine) I.Darbysh.
- Rhinacanthus perrieri Benoist
- Rhinacanthus polonnaruwensis Cramer
- Rhinacanthus pulcher Milne-Redh.
- Rhinacanthus rotundifolius C. B. Cl.
- Rhinacanthus scoparius Balf. fil.
- Rhinacanthus selousensis I.Darbysh.
- Rhinacanthus submontanus T.Harris & I.Darbysh.
- Rhinacanthus virens (Nees) Milne-Redh.
- Rhinacanthus xerophilus A. Meeuse
- Rhinacanthus zambesiacus I.Darbysh.

Selon NCBI (11 janvier 2018) :
- Rhinacanthus angulicaulis
- Rhinacanthus dichotomus
  - sous-espèce Rhinacanthus dichotomus subsp. dichotomus
- Rhinacanthus gracilis
- Rhinacanthus latilabiatus
- Rhinacanthus nasutus
- Rhinacanthus ndorensis
- Rhinacanthus pulcher
- Rhinacanthus rotundifolius
- Rhinacanthus virens
- Rhinacanthus xerophilus

Selon The Plant List (11 janvier 2018) :
- Rhinacanthus angulicaulis I. Darbysh.
- Rhinacanthus beesianus Diels
- Rhinacanthus breviflorus Benoist
- Rhinacanthus dichotomus (Lindau) I. Darbysh.
- Rhinacanthus gracilis Klotzsch
- Rhinacanthus humilis Benoist
- Rhinacanthus nasutus (L.) Kurz
- Rhinacanthus perrieri Benoist
- Rhinacanthus virens (Nees) Milne-Redh.
- Rhinacanthus xerophilus A. Meeuse

Selon Tropicos (11 janvier 2018) (Attention liste brute contenant possiblement des synonymes) :
- Rhinacanthus angulicaulis I. Darbysh.
- Rhinacanthus beesianus Diels
- Rhinacanthus breviflorus Benoist
- Rhinacanthus communis Nees
- Rhinacanthus dewevrei De Wildeman & T. Dur
- Rhinacanthus dichotomus (Lindau) I. Darbysh.
- Rhinacanthus gracilis Klotzsch
- Rhinacanthus grandiflorus Dunn
- Rhinacanthus humilis Benoist
- Rhinacanthus nasutus (L.) Kurz
- Rhinacanthus ndorensis Schweinf.
- Rhinacanthus osmospermus Bojer ex Nees
- Rhinacanthus parviflorus T. Anderson Ex De
- Rhinacanthus perrieri Benoist
- Rhinacanthus pulcher Milne-Redh.
- Rhinacanthus rotundifolius C.B. Clarke
- Rhinacanthus selousensis I. Darbysh.
- Rhinacanthus subcaudatus C.B. Clarke
- Rhinacanthus submontanus T. Harris & I. Darbysh.
- Rhinacanthus virens (Nees) Milne-Redh.
- Rhinacanthus xerophilus A. Meeuse
- Rhinacanthus zambesiacus I. Darbysh.